# Хвойна
Хвойна (болг. Хвойна) — село в Болгарии. Находится в Смолянской области, входит в общину Чепеларе. Население составляет 466 человек.

## Политическая ситуация
В местном кметстве Хвойна, в состав которого входит Хвойна, должность кмета (старосты) исполняет Наско Иванов Губеров (коалиция в составе 2 партий: Болгарский земледельческий народный союз (БЗНС) и Союз демократических сил (СДС)) по результатам выборов правления кметства в 2007 году.
Кмет (мэр) общины Чепеларе — Георги Иванов Попов (Болгарская социалистическая партия (БСП)) по результатам выборов 2007 года в правление общины.